# Fort Berge

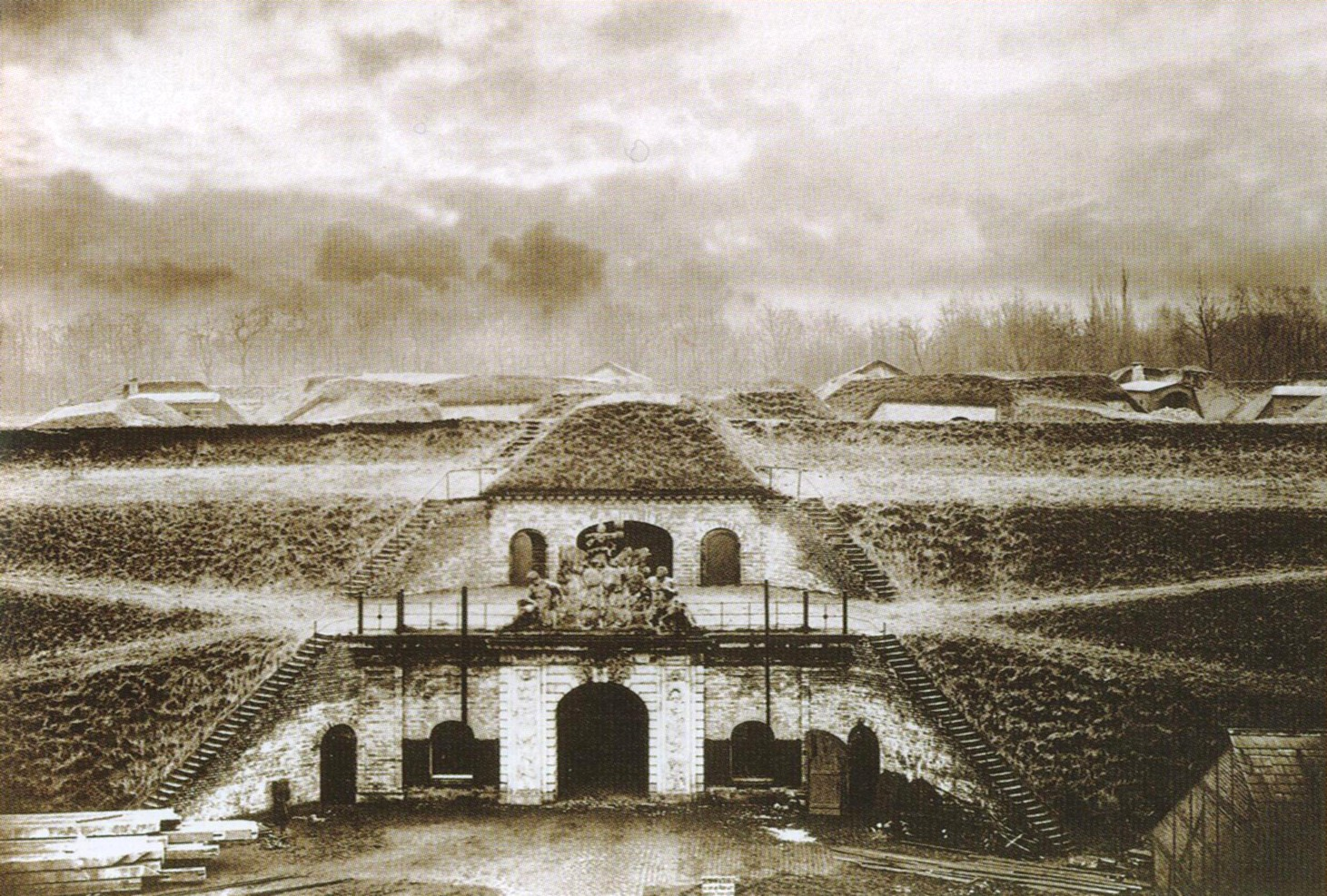
Fort Berge um 1880

Das Fort Berge war ein zur Festung Magdeburg gehörendes Fort. Es wurde aufgrund seiner Bauform auch als Sternschanze oder der Stern bezeichnet. In seiner fast 200-jährigen Geschichte war es jedoch nie an aktiven Kampfhandlungen beteiligt.

## Strategie
Das Fort stellte im Festungsbau eine Neuerung und architektonische sowie strategische Meisterleistung dar. Die Anlage war weit nach Süden vorgeschoben und stellte ein eigenes von der Festung unabhängiges Werk dar. Der mögliche Angreifer sollte damit gezwungen werden, den Einschließungsring sehr weit auszudehnen und somit seine zur eigentlichen Entscheidung erforderliche Feldarmee zu schwächen.

## Geschichte

### Baugeschichte

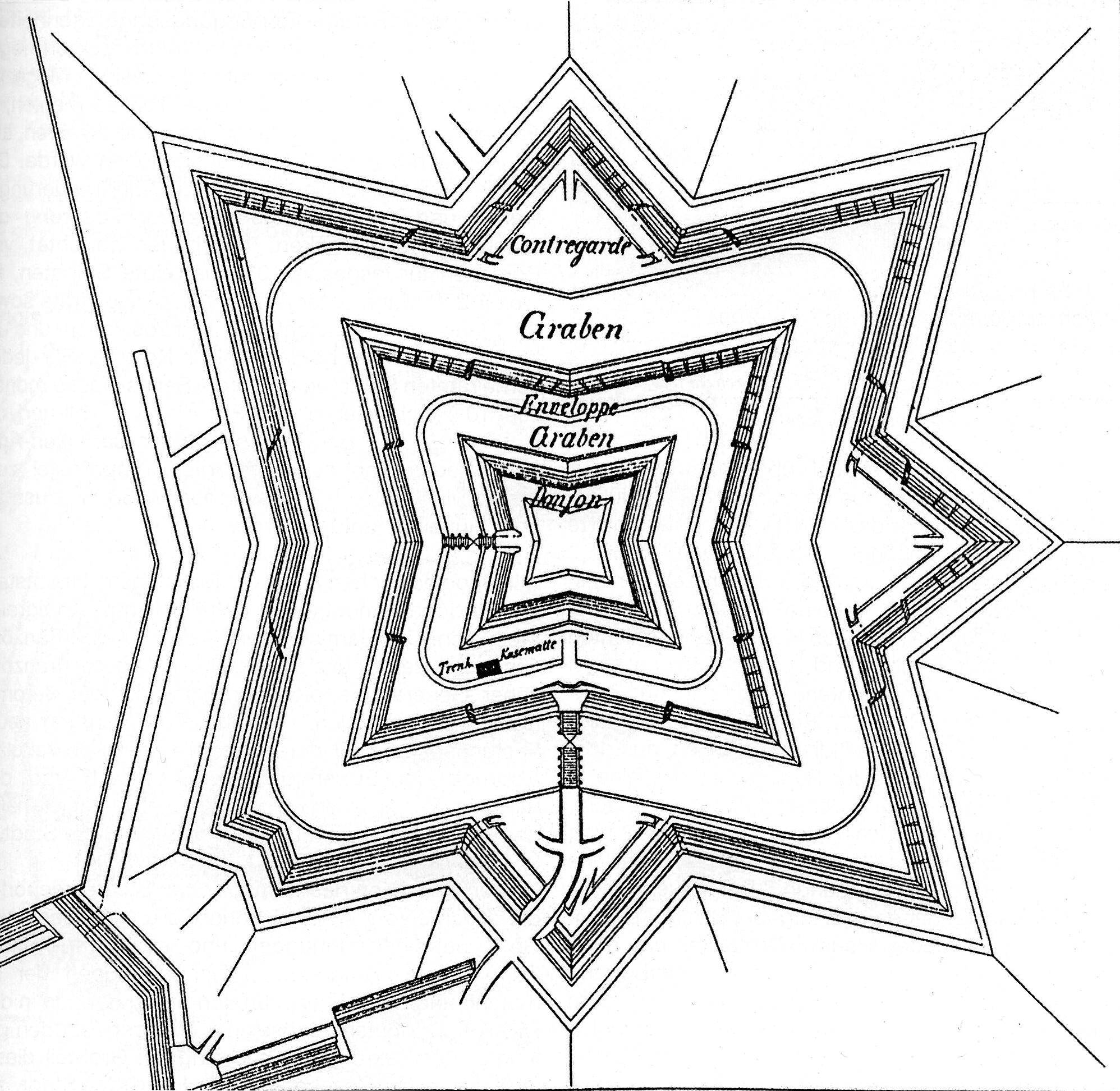
Grundriss des Forts – deutlich zu erkennen ist die Sternform; in der linken Bildmitte ist die sogenannte Trenckkasematte bezeichnet

Erste Planungen für ein weit vor der eigentlichen Festung Magdeburg nach Süden vorgeschobenes Fort datieren bereits aus dem Jahr 1714 und stammen von Kapitän von Bosse. Die tatsächliche Errichtung des Forts erfolgte dann jedoch erst ab 1721 unter Leitung und nach Plänen Gerhard Cornelius Walraves.
Der Name Berge rührte von dem nur wenig weiter südlich gelegenen bekannten Kloster Berge.
Das Fort wurde in Form eines vierzackigen Sterns errichtet, was der Anlage auch den Namen Stern eintrug. Diese im Verhältnis zu den zuvor gebräuchlichen Bastionen neue Form brachte mehrere strategische Vorteile. Die Besatzung der vier Fronten des Sterns konnte jederzeit in die Sicherung der vorliegenden Gräben eingreifen. Auch konnte man die Kampfkraft bei Bedarf in jede beliebige Richtung verlagern.
Es entstand ein innerer Hauptwall. Dieser enthielt eine gewölbte dreigeschossige Kaserne, die sich ringsum zog. Vor diesem Wall lag ein Graben, vor diesem wiederum befand sich ein zweiter kleinerer Wall, die sogenannte Enveloppe. Darauf folgte ein äußerer Graben, der wiederum von einem freien abschüssigen Gelände, einem Glacis, umgeben war. Das Glacis sprang jeweils in der Mitte der Front im spitzen Winkel nach außen vor, während die Wallanlagen sich dort im stumpfen Winkel zurückzogen, was den Eindruck eines Sterns noch verstärkte.

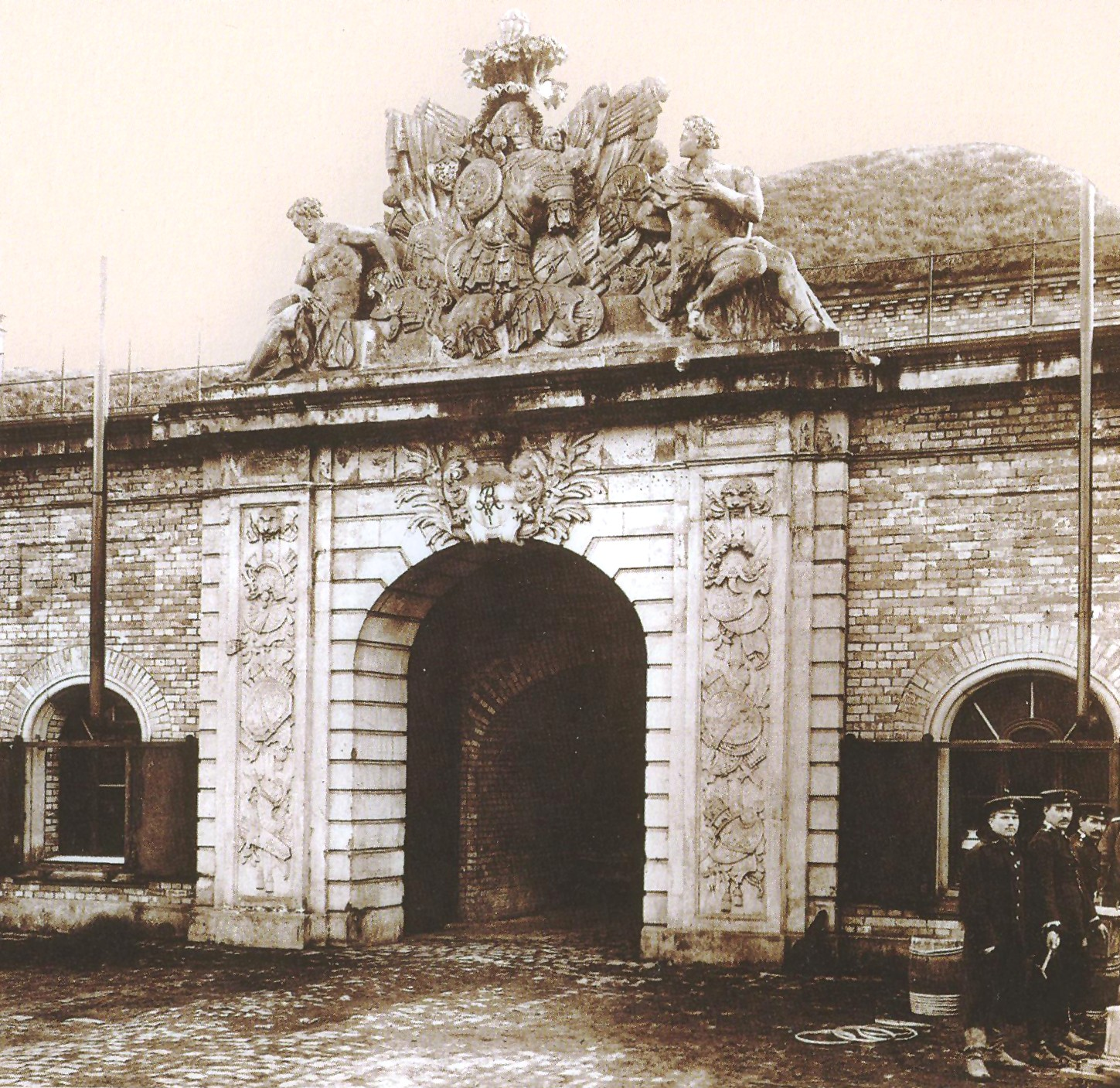
Sterntor als Zugang zum Fort Berge, um 1880

Ein Plan von 1723 sah einen durch Wälle und zwei Lünetten gedeckten Weg vom Fort zur Festung vor. Dieser Plan gelangte jedoch nie zur Ausführung.
Der Zugang zum Fort erfolgte durch das von Walrave gestaltete Sterntor.
Aufgrund des Fortschreitens der Waffentechnik wurde die Festung Magdeburg wiederholt umgebaut. Das Fort Berge blieb hiervon jedoch jeweils unberührt und wurde auch beim letzten Festungsumbau in den Jahren 1869 bis 1873 unverändert in die Festungsplanung übernommen.
Nachdem wegen der veränderten Kriegstechnik die Festung aufgegeben wurde und ihre Nordfront bereits 1888 an die Stadt Magdeburg veräußert worden war, erfolgte im Jahre 1904 auch der Verkauf der Südfront samt dem Fort. Noch im selben Jahr wurde das Fort für die Errichtung repräsentativer Wohn- und Geschäftshäuser gesprengt.

### Militärische Auseinandersetzungen

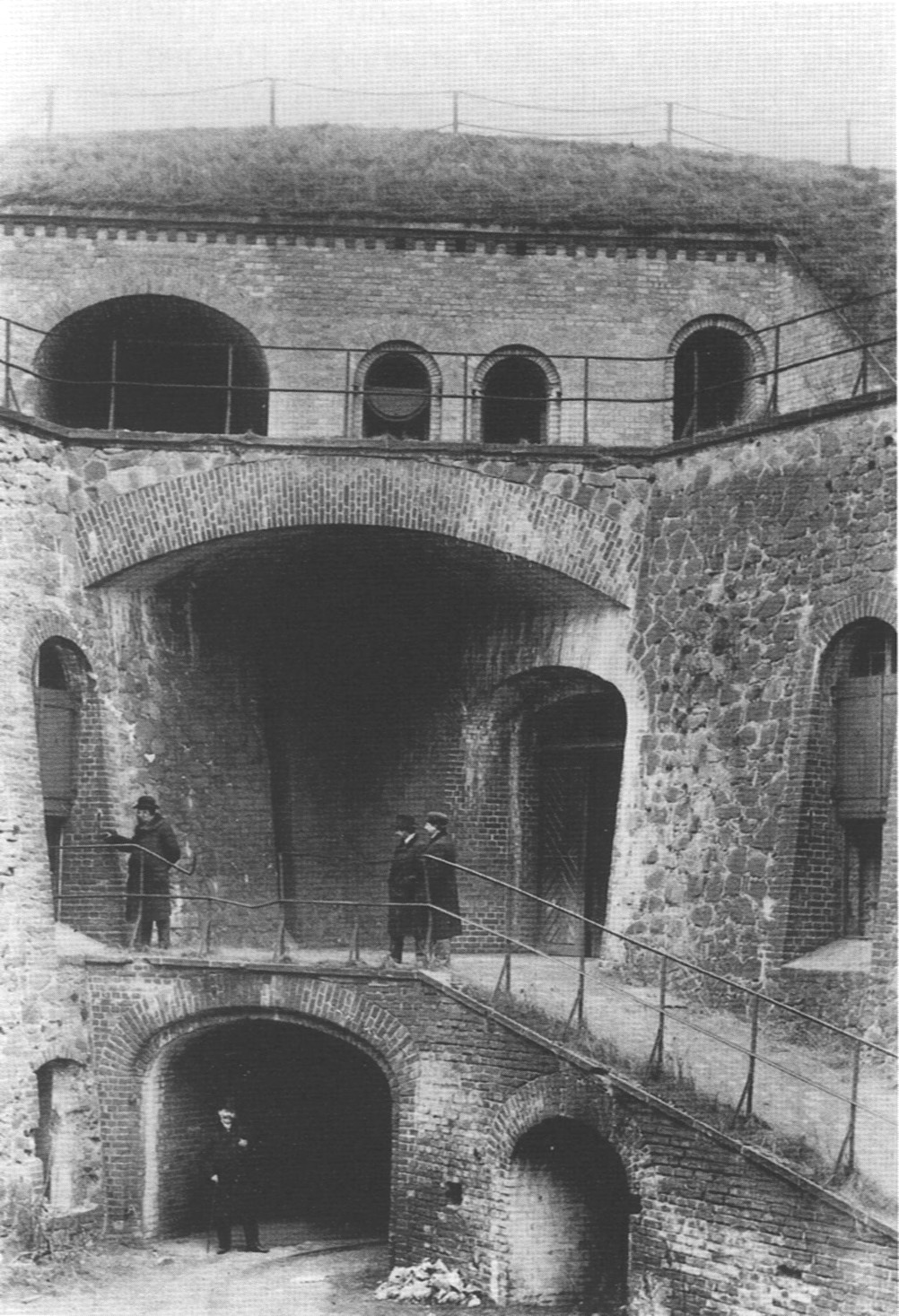
Blick auf das Innere des Donjons, obenauf die zwischen 1869 und 1872 aufgestockten Kasematten

Trotz der diversen kriegerischen Auseinandersetzungen wurde die Festung Magdeburg und das Fort Berge zu keinem Zeitpunkt aktiv in eine militärische Auseinandersetzung verwickelt. Grund hierfür war die enorme militärische Kraftanstrengung, die eine Erstürmung der Festung erfordert hätte. In der einzig kritischen Situation wurden Festung und Fort kampflos übergeben. Beim Vormarsch Napoleons I. im Jahr 1806 ergab sich die 23.000 Mann starke Besatzung der Festung 7.000 französischen Angreifern, die als Vorhut vor den Toren der Festung erschienen waren. Die Stärke der Festung zeigte sich jedoch beim Rückzug Napoleons I. Die französisch besetzte Festung Magdeburg ergab sich erst, als Paris bereits gefallen war und konnte noch einen freien Abzug der französischen Truppen aushandeln. Ein Angriff auf die Festung war wegen der hohen zu erwartenden Verluste gar nicht erst versucht worden.

### Das Fort als Gefängnis

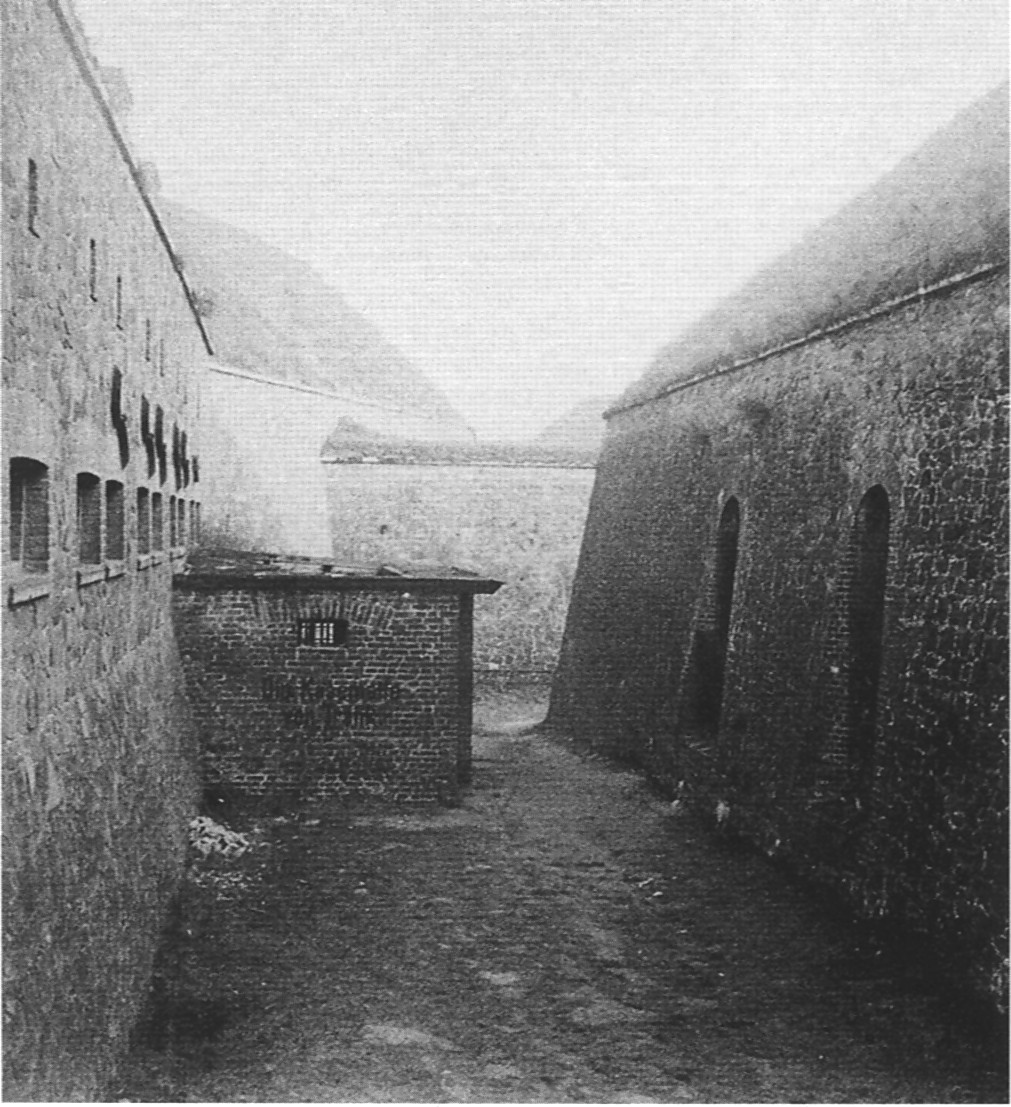
Innengraben um das innere Befestigungswerk Donjon, links die auch in obigem Grundriss enthaltene Trenckkasematte; Hinter der rechten Mauer befanden sich zweistöckige Soldatenunterkünfte

Wie die auch zur Festung Magdeburg gehörende Zitadelle Magdeburg diente das Fort Berge zeitweise als Gefängnis.
Seit 1748 war insbesondere der ehemalige Architekt der Festung Walrave hier inhaftiert. Wegen des Verdachts auf Verrats und wegen Unregelmäßigkeiten bei der Abrechnung von Bauwerken war Walrave hier bis zu seinem Tod 1773 festgesetzt. Für Walrave war auf dem 10 mal 12 m großen Hof des Forts ein Haus mit zwei Kammern errichtet worden. Walrave durfte sich in diesem Hof frei bewegen. Das Fort war nur mit einer Bewachung besetzt.
Ab 1755 war zeitweise auch Friedrich von der Trenck im Fort inhaftiert.

## Heutige Situation
An die Existenz des Forts erinnern heute nur noch die Bezeichnungen einer in der Nähe gelegenen Straße (Sternstraße) und einer Brücke (Sternbrücke). Das Gebiet ist heute mit Gebäuden aus der Zeit vom Anfang des 20. Jahrhunderts bebaut und wird als Sterngelände bezeichnet. Erhalten geblieben ist das Sterntor. Im September 2008 wurde der Grundstein zur Wiedererrichtung des Tores am Magdeburger Domplatz gelegt.